# Andy Devine
Andrew Vabre Devine (Flagstaff, 7 de outubro de 1905 - Orange, 18 de fevereiro de 1977) foi um ator estadunidense. Alguns dos filmes nos quais Devine apareceu são A Glória de um Covarde, As Aventuras de Huckleberry Finn, Ali Babá e os 40 Ladrões, Terra Bruta, Unidos Venceremos e A Volta ao Mundo em 80 Dias.

## Morte e legado

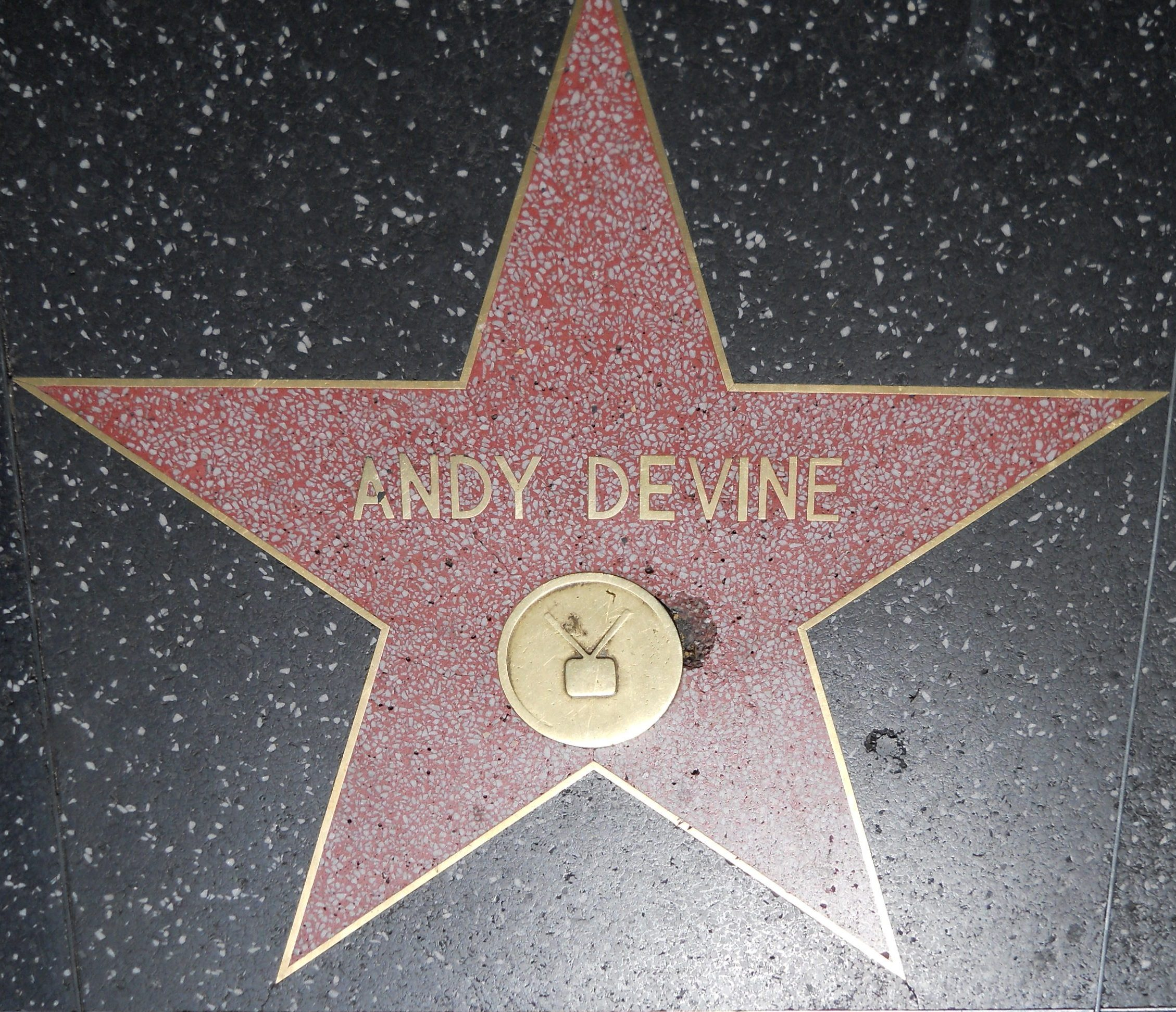
Estrela de Andy Devine na Calçada da Fama de Hollywood.

Devine morreu de leucemia aos 71 anos em Orange, Califórnia, em 18 de fevereiro de 1977. Sua missa fúnebre foi realizada na Catedral da Sagrada Família. O ator Ken Curtis cantou no funeral.
A rua principal de sua cidade natal, Kingman, foi renomeada para Andy Devine Blvd. Sua carreira é destacada no Mohave Museum of History and Arts em Kingman, e há uma estrela em sua homenagem na Calçada da Fama de Hollywood. Seu nome também aparece na música Pencil Thin Mustache, de Jimmy Buffett, que descreve a cultura pop de sua juventude, e na música de Frank Zappa e The Mothers of Invention, Andy, no álbum de 1975 One Size Fits All. Em 2019, em seu álbum Good Dog, Dave Stamey lançou uma música intitulada Andy Devine, contando histórias de encontros com atores ocidentais de Hollywood.

## Filmografia
- The Collegians (1926) como estudante (Não creditado)
- Around the Bases (1927) como jogador de beisebol de Calford (Não creditado)
- The Relay (1927) no segundo ano(Não creditado)
- That's My Daddy (1927) como marinheiro (Não creditado)
- Finders Keepers (1928) como doughboy e guardião do portão (Não creditado)
- We Americans (1928) como Pat O'Dougal
- Lonesome (1928) como amigo de Jim
- Noah's Ark (1928) como extra (Não creditado)
- Red Lips (1928) no segundo ano e como Professor Fountain
- Naughty Baby (1928) como Joe Cassidy
- Why Be Good? (1929) como young man at boiler (Não creditado)
- The Divine Lady (1929) como extra (Não creditado)
- Hot Stuff (1929) como Bob
- Junior Luck (1929) (Não creditado)
- His Lucky Day (1929) como bandido de roadhouse (Não creditado)
- Flying High (1929) como estudante admirador (Não creditado)
- Dames Ahoy! (1930) como fuzileiro naval no concurso de dança (Não creditado)
- Shooting Straight (1930) como kibitzer (Não creditado)
- A Soldier's Plaything (1930) como doughboy (Não creditado)
- The Criminal Code (1931) como Cluck (Não creditado)
- Heroes of the Flames (1931) como bombeiro
- Danger Island (1931) como Briney
- The Spirit of Notre Dame (1931) como Truck McCall
- Three Wise Girls (1932) como Jimmy Callahan, o motorista
- Law and Order (1932) como Johnny Kinsman
- The Impatient Maiden (1932) como Clarence Howe
- Destry Rides Again (1932) como passageiro da diligência (sem créditos, cena excluída)
- Man Wanted (1932) como Andy Doyle
- Radio Patrol (1932) como Pete Wiley
- Fast Companions (1932) como Information Kid
- The Man from Yesterday (1932) como Steve Hand
- Tom Brown of Culver (1932) como Mac
- The All American (1932) como Andy Moran
- The Cohens and Kellys in Trouble (1933) como Andy Moran
- Song of the Eagle (1933) como Mud
- The Big Cage (1933) como Scoops
- Horse Play (1933) como Andy
- Midnight Mary (1933) como Sam
- Doctor Bull (1933) como Larry Ward,
- Saturday's Millions (1933) como Andy Jones
- Chance at Heaven (1933) como Al
- The Poor Rich (1934) como Andy
- Upper World (1934) como Oscar
- Stingaree (1934) como Howie
- Let's Talk It Over (1934) como Gravel
- Million Dollar Ransom (1934) como Careful
- Gift of Gab (1934) como John P. McDougal
- Wake Up and Dream (1934) como Joe Egbert
- The President Vanishes (1934) como Valentine Orcott
- Hell in the Heavens (1934) como Sgt. "Ham" Davis
- Straight from the Heart (1935) como Edwards
- Hold 'Em Yale (1935) como Liverlips
- Chinatown Squad (1935) como George Mason
- The Farmer Takes a Wife (1935) como Elmer Otway
- Way Down East (1935) como Hi Holler
- Fighting Youth (1935) como Cy Kipp
- Coronado (1935) como Pinky Falls
- Small Town Girl (1936) como George Brannan
- Romeo and Juliet (1936) como Peter
- Yellowstone (1936) como Pay-Day
- The Big Game (1936) como Pop Andrews
- Flying Hostess (1936) como Joe Williams
- Mysterious Crossing (1936) como Carolina
- A Star Is Born (1937) como Danny McGuire
- The Road Back (1937) como Willy
- Double or Nothing (1937) como Half Pint
- You're a Sweetheart (1937) como Daisy Day
- In Old Chicago (1937) como Pickle Bixby
- Doctor Rhythm (1938) como Officer Lawrence O'Roon
- Yellow Jack (1938) como Charlie Spill
- Men with Wings (1938) como Joe Gibbs
- Personal Secretary (1938) como "Snoop" Lewis
- Swing That Cheer (1938) como Doc Saunders
- The Storm (1938) como Swede Hanzen
- Strange Faces (1938) como Hector Hobbs
- Stagecoach (1939) como Buck
- The Spirit of Culver (1939) como Tubby
- Never Say Die (1939) como Henry Munch
- Mutiny on the Blackhawk (1939) como Slim Collins
- Tropic Fury (1939) como Tynan ('Tiny') Andrews
- Legion of Lost Flyers (1939) como "Beef" Brumley
- Geronimo (1939) como Sneezer
- Man from Montreal (1939) como Constable "Bones" Blair
- Danger on Wheels (1940) como "Guppy" Wexel
- Little Old New York (1940) como Commodore
- Buck Benny Rides Again (1940) como Andy
- Torrid Zone (1940) como Wally Davis
- Hot Steel (1940) como Matt Morrison
- Black Diamonds (1940) como Tolliver Higgenbotham
- When the Daltons Rode (1940) como Ozark
- Margie (1940)
- The Leather Pushers (1940) como Andy Adams
- The Devil's Pipeline (1940) como Andy Jennings
- Trail of the Vigilantes (1940) como Meadows
- Lucky Devils (1941) como Andy Tompkins
- Mutiny in the Arctic (1941) como Andy Adams
- The Flame of New Orleans (1941) como 1o. marinheiro
- Men of the Timberland (1941) como Andy Jensen
- Raiders of the Desert (1941) como Andy "Hammer" McCoy
- A Dangerous Game (1941) como Andy McAllister
- Badlands of Dakota (1941) como Spearfish
- The Kid from Kansas (1941) como Andy
- South of Tahiti (1941) como Moose
- Road Agent (1941) como Andy
- North to the Klondike (1942) como Klondike
- Unseen Enemy (1942) como Det. Sam Dillon
- Escape from Hong Kong (1942) como Blimp
- Danger in the Pacific (1942) como Andy Parker
- Top Sergeant (1942) como Andy Jarrett
- Timber (1942) como Arizona
- Between Us Girls (1942) como Mike Kilinsky
- Sin Town (1942) como "Judge" Eustace Vale
- Keeping Fit (1942) como Andy
- Rhythm of the Islands (1943) como Eddie Dolan
- Frontier Badmen (1943) como Slim
- Corvette K-225 (1943) como Walsh
- Crazy House (1943) como Andy Devine
- Ali Baba and the Forty Thieves (1944) como Abdullah
- Follow the Boys (1944) como Andy Devine (Não creditado)
- Ghost Catchers (1944) como Horsehead
- Babes on Swing Street (1944) como Joe Costello
- Bowery to Broadway (1944) como Pai de Kelley
- Frisco Sal (1945) como Bunny
- Sudan (1945) como Nebka
- That's the Spirit (1945) como Martin Wilde Sr.
- Frontier Gal (1945) como Big Ben
- Canyon Passage (1946) como Ben Dance
- The Michigan Kid (1947) como Buster
- Bells of San Angelo (1947) como Sheriff Cookie Bullfincher
- The Vigilantes Return (1947) como Andy
- Springtime in the Sierras (1947) como Cookie Bullfincher
- Slave Girl (1947) como Ben
- On the Old Spanish Trail (1947) como Constable Cookie Bullfincher
- The Fabulous Texan (1947) como Elihu Mills
- The Gay Ranchero (1948) como Cookie Bullfincher
- Old Los Angeles (1948) como Sam Bowie
- Under California Stars (1948) como Cookie Bullfincher e Alf Bullfincher
- The Gallant Legion (1948) como Windy Hornblower
- Eyes of Texas (1948) como Cookie Bullfincher
- Night Time in Nevada (1948) como Cookie Bullfincher
- Grand Canyon Trail (1948) como Cookie Bullfincher
- The Far Frontier (1948) como Cookie Bullfincher
- The Last Bandit (1949) como Casey Brown
- The Traveling Saleswoman (1950) como Waldo
- Never a Dull Moment (1950) como Orvie
- New Mexico (1951) como Sergeant Garrity
- The Red Badge of Courage (1951) como soldado
- Slaughter Trail (1951) como Sgt. Macintosh
- Montana Belle (1952) como Pete Bivins
- Island in the Sky (1953) como Willie Moon
- The Two Gun Teacher (1954)
- Thunder Pass (1954) como Injun
- Pete Kelly's Blues (1955) como George Tenell
- Around the World in 80 Days (1956) como primeiro imediato do 'SS Henrietta'
- No Place Like Home (1960)
- The Adventures of Huckleberry Finn (1960) como Mr. Carmody
- Two Rode Together (1961) como Sgt. Darius P. Posey
- The Man Who Shot Liberty Valance (1962) como Link Appleyard
- How the West Was Won (1962) como Cpl. Peterson
- It's a Mad, Mad, Mad, Mad World (1963) como Sheriff de Crockett County
- Zebra in the Kitchen (1965) como Branch Hawksbill
- The Ballad of Josie (1967) como Judge Tatum
- Shoestring Safari (1967, TV Movie) como Colonel Hazeltine
- The Road Hustlers (1968) como Sheriff Estep
- The Over-the-Hill Gang (1969, TV Movie) como Amos Polk
- Smoke (1970, TV Movie) como Mr. Stone
- The Phynx (1970) como Andy Devine
- Myra Breckinridge (1970) como Coyote Bill
- The Over-the-Hill Gang Rides Again (1970) como Amos Polk
- Robin Hood (1973) como Friar Tuck (voz)
- Won Ton Ton, the Dog Who Saved Hollywood (1976) como padre em canil
- A Whale of a Tale (1976) como Captain Andy
- The Mouse and His Child (1977) como the frog (voz)

## Televisão
- The Virginian – "Yesterday´s Timepiece" (1967)
- Adventures of Wild Bill Hickok – 112 episódios como o vice-marechal Jingles P. Jones (1951–1958)
- Andy's Gang – como hospedeiro (1955–1960)
- Wagon Train – episode "The Jess MacAbee Story" como Jess MacAbee (1959)
- The Twilight Zone – "Hocus-Pocus and Frisby" como Frisby (1962)
- Flipper – 5 episódios como Hap Gorman (1964–1965)
- Batman – "The Duo Is Slumming" como Papai Noel (sem créditos) (1966)
- Bonanza – "A Girl Named George" como Roscoe (1968)
- Walt Disney's Wonderful World of Color – "Ride a Northbound Horse: Parts 1 & 2" (1969)
- Gunsmoke – episode "Stryker" como Jed Whitlow (1969)
- Walt Disney's Wonderful World of Color – "Smoke: Parts 1 & 2" as Mr. Stone (1970)
- Alias Smith and Jones – "The Men That Corrupted Hadleyburg" como Sheriff Bintell (1972)